# Улица Ованеса Туманяна (Тбилиси)
Улица Ованеса Туманяна (груз. ჰოვანეს თუმანიანის ქუჩა) — улица в Тбилиси, в историческом районе Старый город, от площади Горгасали до Иерусалимской улицы.

## История
Названа в честь выдающегося армянского поэта Ованеса Туманяна (1869—1923).
Перед тем носила имя Николая Аргутинского-Долгорукова — Аргутинская улица.
Район улицы был разорён персами во время нашествия Ага Магомет хана (1795).
Вся гражданская застройка улицы (на плане царевича Вахушти 1735 года район улицы плотно застроен) была разрушена, восстановление проходило уже в середине XIX — начале XX века, после вхождения Грузии в состав Российской империи (1805) с возможным изменением трассировки улицы.

## Достопримечательности
На улицу выходит задний фасад Большой тбилисской синагоги